# Efecte Tetris

Pantalla del joc Tetris

L'efecte Tetris (també conegut com a síndrome de Tetris) es produeix quan la gent dedica tant temps i atenció a una activitat que comença a modelar els seus pensaments, imatges mentals i somnis. Pren el seu nom del videojoc Tetris.
Les persones que van jugar Tetris durant un període prolongat de temps es podrien trobar pensant en maneres que puguin encaixar formes diferents en el món real, com ara les caixes d'una prestatgeria de supermercats, els edificis en un carrer o les peces al·lucinants que es generen i cauen al lloc en un disseny invisible. En aquest sentit, l'efecte Tetris és una forma d'hàbit. També poden somiar amb la caiguda dels tetròminos quan es desplacen per dormir o veure imatges de d'aquests caient a les vores dels seus camps visuals o quan tanquen els ulls.
En aquest sentit, l'efecte Tetris és una forma d'imatges hipnagògiques.

## Història
La primera referència coneguda del terme apareix a l'article de Jeffrey Goldsmith, "This is Your Brain on Tetris", publicat a Wired el maig de 1994:
El terme va ser redescobert per Earling (1996), citant un ús del terme per part de Garth Kidd al febrer de 1996. Kidd va atribuir l'origen del terme als jugadors de jocs d'ordinador d'Adelaida, Austràlia. La descripció més primerenca del fenomen general apareix en el poema de ciència-ficció de Neil Gaiman (1987) en Digital Dreams.
The Witness (2016) es un lloc on es veu perfectament aquest efecte. El joc consisteix en resoldre puzles que estan en un mon on el jugador ha d'explorar. Arribat a cert punt en la història, arribarà un moment en què hauràs de resoldre els puzles en la vida del real del joc. Això es un clar exemple de la utilització de l'efecte Tetris i dels seus efectes, a més, contat des del punt de vista d'un videojoc.
El 2018, el terme es va anunciar com el nom d'un nou joc de Tetris a PlayStation 4.

## Investigacions sobre l'efecte
Stickgold et al. (2000) va proposar que l'efecte Tetris ocupava una posició en la memòria relacionada amb la memòria motriu. Aquestes conclusions provenen de la seva investigació amb amnèsia anterògrada. A partir de les seves investigacions en què van mostrar que aquestes persones són incapaces de formar nous records declaratius, van reportar somiant amb formes caigudes després de jugar al Tetris durant el dia, malgrat no poder recordar jugar al joc.
Un estudi dut a terme per Lynn Okagaki i Peter Frensch el 1994 va exposar que aquells participants que van jugar al Tetris durant dotze sessions de 30 minuts (sense experiència prèvia amb el joc), van aconseguir molts millors resultats que el control grupal en tests d'habilitats espacials, tant en proves escrites com en ordinador. La conclusió derivada d'aquests experiments és que els videojocs com Tetris tenen un efecte positiu en tres àrees d'habilitats espacials, incloent rotatoris espacials, percepció espacial i visualització espacial per a aquells que van jugar durant un període prolongat.
El terme espacial es refereix a l'espai on se situa un individu, per exemple la teva habitació.

Peces de Tetris acoplant-se entre sí

El 2009, l'estudi BioMed Central (BMC), sobre l'efecte Tetris, va utilitzar una ressonància magnètica per escanejar el cervell dels subjectes. L'experiment va ser provat sobre dos grups de persones, que són el grup que va jugar al Tetris durant 30 minuts al dia i l'altre que no va jugar. Els investigadors van trobar, mitjançant l'ús de les imatges de ressonància magnètica, que la substància grisa dels subjectes que van jugar aquest joc s'havien espessat, en comparació amb les persones que mai no ho havien jugat. El resultat demostra que aquest joc és responsable del desenvolupament cognitiu físic, que també millora coses com la capacitat de memòria.
S'ha trobat que el Tetris actua sobre aquesta flexibilitat de la matèria cerebral si l'engrosseix. Segons l'estudi BMC, sembla relacionar la plasticitat de la substància grisa amb l'eficiència del cervell, però no hi ha cap investigació important que hagi publicat aquestes afirmacions en aquest moment. Es pot suposar que jugar a Tetris afecta el cervell de manera saludable, com permetre que el vostre cervell funcioni amb més eficàcia.
Un altre estudi d'Oxford 2009 suggereix que jugar a jocs de vídeo Tetris pot ajudar a prevenir el desenvolupament de memòries traumàtiques. Si el tractament del videojoc es reprodueix poc després de l'esdeveniment traumàtic, la preocupació per les formes, tetris és suficient per evitar la recitació mental d'imatges traumàtiques, disminuint així la precisió, la intensitat i la freqüència dels recordatoris traumàtics.
"Suggerim que interfereix específicament en la forma en què es registren els records sensorials en el període posterior al trauma i, per tant, redueix la quantitat de flashbacks que experimenten després", resumeix el Dr. Emily Holmes, que va dirigir l'estudi.